# Puente Skjervøy
El puente Skjervøy o puente Skattørsundet (en noruego:Skjervøyabrua / Skattørsundet bru) es un puente viga en el municipio de Skjervøy que cruza el estrecho de Skattørsundet entre las islas de Kågen y Skjervøya en la provincia de Troms, Noruega. Tiene una longitud de 804 m y fue abierto en 1971. En conjunto con el túnel Maursund, conectan Skjervøy al continente.